# Pitkäkumpu
Pitkäkumpu är en kulle i Finland.   Den ligger i den ekonomiska regionen  Fjäll-Lappland  och landskapet Lappland, i den norra delen av landet, 800 km norr om huvudstaden Helsingfors. Toppen på Pitkäkumpu är 220 meter över havet.
Terrängen runt Pitkäkumpu är huvudsakligen platt. Runt Pitkäkumpu är det mycket glesbefolkat, med 2 invånare per kvadratkilometer.